# Gianni Palanca
Gianni Palanca (Porto Recanati, 15 giugno 1948) è un ex calciatore italiano, di ruolo difensore.
È fratello di Massimo Palanca, anch'egli calciatore attivo negli anni 1970 e 1980.

## Carriera
Debutta in Serie D nel 1967 con il Portorecanati prima di passare al Pescara, dove gioca in Serie C per tre anni.
Nel 1971 passa al Palermo, dove disputa 6 partite in Serie B e nei due anni successivi veste la maglia del Taranto, sempre in Serie B.
Nel 1974 torna a Pescara ancora tra i cadetti, e chiude la carriera professionistica nel 1976 al Taranto. Conta complessivamente 57 presenze e un gol in cinque campionati di Serie B.